# Symbolen van Esperanto

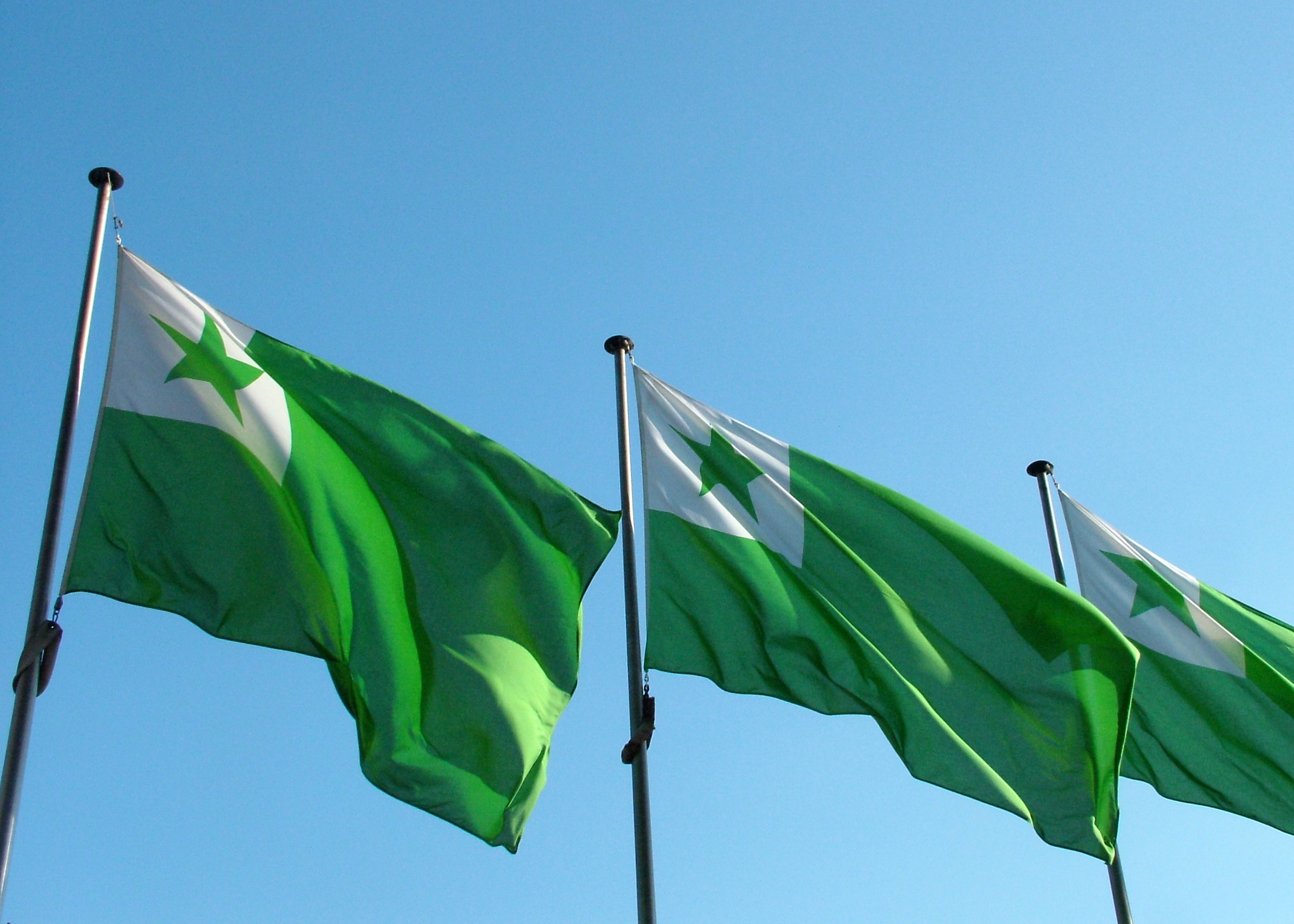
Esperantovlaggen

Aanhangers van de kunsttaal Esperanto hebben in de loop der jaren verschillende symbolen gehanteerd, die in overvloed te zien zijn op Esperantobijeenkomsten en door esperantisten gedragen kunnen worden om zich als zodanig de afficheren. Een vast onderdeel van deze symbolen is de kleur groen, vooral in de vorm van een groene ster.

## De Groene Ster
Het traditionele Esperanto-symbool is een groene vijfpuntige ster, in het Esperanto La Verda Stelo geheten. De vijf punten van de ster symboliseren de vijf werelddelen, de kleur groen staat voor de hoop. Als de ster los wordt gebruikt van de vlag staat er vaak een "E" in, zodat iedereen kan herkennen dat het de Esperanto-ster is.
In een Besluit van 20 Juli 1939, Iste Agd., nr. 206. ter uitvoering van artikel 50 Algemeen Rijksambtenarenreglement werd vastgelegd dat Nederlandse ambtenaren, waaronder politieagenten, deze ster op hun uniform mogen dragen.

## Esperantovlag
De Esperanto-vlag is groen met linksbovenin een wit vierkant met daarin de groene vijfpuntige ster. In het Esperanto heet de vlag verda stelo, wat groene ster betekent. Ze wordt gebruikt door esperantisten om hun taal te vertegenwoordigen. Het gebruik van de kleur groen en de ster vinden hun oorsprong bij de Zweedse esperantist G. Jonson, die hiertoe een oproep had gedaan. De doorbraak van deze symbolen kwam met het gebruik van de kleur en ster op boeken geschreven in de taal, waarmee Louis de Beaufront was begonnen. In 1893 werd door C. Rjabinis en P. Deullin het uiteindelijke ontwerp gemaakt, daarin staat de kleur groen voor hoop, de vijf punten van de ster voor de vijf continenten en het witte kanton voor de vrede.

## Jubileumsymbool
Ter gelegenheid van het 100-jarig jubileum van het Esperanto in 1987 lanceerde de UEA (Universala Esperanto-Asocio/Wereld-Esperanto-Vereniging) een eigentijds logo in de vorm van twee naar elkaar toegekeerde E's die een ronde (globe)vorm hebben. Een combinatie van de twee symbolen wordt tegenwoordig ook vaak gebruikt. Het nieuwe symbool is vooral populair onder jonge esperantisten. Tegenwoordig wordt het symbool ЄЭ ook gebruikt in instant messengers om aan te geven dat men esperantist is.

## Volkslied
Voor veel esperantisten is 'La Espero' hun volkslied, ook wel de Hymne genoemd. Het is een gedicht van Zamenhof (de ontwerper van het Esperanto), op muziek gezet door Félicien Menu de Ménil.

## Munt
De stelo (meervoud: steloj) was van 1945 tot 1993 de munteenheid van de esperantisten.